# 누에바에스파냐
누에바에스파냐 부왕령(스페인어: Virreinato de Nueva España 비레이나토 데 누에바 에스파냐[*])은 북아메리카와 아시아-태평양에 위치한 스페인의 영토 행정 단위였다. 누에바에스파냐는 스페인어로 "새로운 스페인"을 뜻한다. 누에바에스파냐의 영토는 오늘날 미국 남서부, 멕시코, 중앙아메리카(파나마 제외), 카리브해, 필리핀을 아울렀다.
이곳 부왕령은 스페인의 국왕을 대신하여 멕시코시티에서 부왕이 다스렸다. 누에바에스파냐 부왕령은 1535년부터 1821년까지 존속하였으며, 페루 부왕령과 더불어 16세기에 스페인 제국이 신세계의 영토에 세운 초기 두 부왕령 가운데 하나이다. 18세기에 누에바그라나다 부왕령과 리오데라플라타 부왕령이 설치되었다. 누에바에스파냐의 주요 정부는 "북부 아메리카"(América Septentrional)이라는 곳에 자리 잡고 있었다.
1821년, 멕시코와 중앙 아메리카는 300여년 동안에 걸친 스페인의 지배를 뒤로 하고 독립을 쟁취하였다. 그러나 쿠바, 푸에르토리코를 비롯한 스페인령 서인도 대부분과 필리핀 제도, 괌, 마리아나 제도 등 스페인령 동인도는 1898년 미국-스페인 전쟁까지 스페인 제국의 영토로 남아 있었다.

## 같이 보기
- 페루 부왕령